# Wolfgang Wruck
Wolfgang Wruck, detto Ate (Berlino, 8 aprile 1944 – Berlino, 5 settembre 2014), è stato un calciatore tedesco orientale, dal 1990 tedesco, di ruolo difensore.
Con la maglia dell'Union Berlin giocò 235 partite, di cui 135 nella massima serie. Fu l'autore del primo goal della squadra della capitale nella DDR-Bundesliga nel 1966.
È morto il 5 settembre 2014 dopo una lunga malattia.